# Guy Gnabouyou
Pour les articles homonymes, voir Gnabouyou.
Guy Gnabouyou, né le 1er décembre 1989 à Toulouse, est un footballeur français. Il évolue au poste d'avant-centre au FC Gareji en Géorgie.

## Biographie
Guy-Kassa Gnabouyou, né à Toulouse de parents d'origine ivoirienne, est formé à l'Olympique de Marseille où il débute avec l'équipe réserve en CFA 2, et devient le meilleur buteur de celle-ci durant la saison 2007-2008. Cette même saison, il profite de la suspension de Djibril Cissé pour intégrer le groupe pro lors du match contre Le Mans UC, l'avant dernière journée de Ligue 1 et entre même en jeu à la 78e minute à la place de Mathieu Valbuena.
À son propos, Mamadou Niang a déclaré : « Il m'a beaucoup impressionné, il a d'énormes qualités physiques et techniques, notamment une bonne protection de balle qui me rappelle celle de Didier Drogba. »
Le 30 mai 2008, il signe son premier contrat professionnel d'une durée de trois ans avec l'Olympique de Marseille. Lors de la visite médicale annuelle, en juin 2008, une anomalie cardiaque (hypertrophie de l'aorte) l'oblige à se faire opérer dès la rentrée 2008, les chances d'une possibilité de faire un retour dans le football professionnel étant élevées. En octobre 2008, il reprend l'entrainement sportif à La Commanderie, après une opération réussie par le Professeur Collart à la Timone et une rééducation cardiaque à Hyères ; de 3 à 6 mois de préparation étaient nécessaires avant son retour au niveau professionnel. Retenu dans le groupe olympien pour le déplacement sur le terrain du Besançon RC le 4 janvier 2009 lors du 32e de finale de Coupe de France, il retrouve la compétition en rentrant sur le terrain dans les 10 dernières minutes du temps réglementaire à la place de Modeste M'Bami et participe à la qualification de l'OM après une séance de tirs au but. Le 10 janvier 2009, pour la 20e journée de Ligue 1, Gnabouyou rentre en jeu contre l'AJ Auxerre en remplaçant Mamadou Samassa à la 87e minute.
En septembre 2009, il participe à Clairefontaine à un stage de présélection en vue des Jeux de la Francophonie avec l'équipe de France des moins de 20 ans. À l'issue de ce stage, il est retenu dans le groupe de 20 joueurs qui doit s'envoler pour Beyrouth, mais devra déclarer forfait au dernier moment à cause d'une entorse.
Le 28 juillet 2010, il est retenu dans le groupe qui affronte le Paris Saint-Germain pour le Trophée des Champions. Il entre en jeu à la 85e minute à la place d'André Ayew et transforme son tir au but (victoire 5-4 des Marseillais) mais le mois suivant, le club résilie son contrat. 
Se retrouvant libre, il s'engage pour une saison à l'US Orléans qui évolue en National. Il ne reste que six mois et le 31 janvier 2011, il s'engage avec le Paris FC qui évolue en également en National. Le 8 septembre 2011 et après avoir rompu son contrat avec le Paris FC, il signe dans un club finlandais, le FC Inter Turku. Il trouve enfin une place de titulaire est joue régulièrement pendant un peu plus de deux saisons. Le 13 décembre 2013, il rejoint l'AEL Kallonis, alors dixième du championnat grec, pour deux saisons mais n'y reste finalement que six mois. Après un cours passage dans le championnat de Malte sous les couleurs du Sliema Wanderers FC, il retourne à l'Inter Turku.

## Statistiques
| Saison                | Club                   | Championnat           | Championnat | Championnat | Coupe(s) nationale(s) | Coupe(s) nationale(s) | Supercoupe | Supercoupe | Compétition(s) continentale(s) | Compétition(s) continentale(s) | Compétition(s) continentale(s) | Total | Total |
| Saison                | Club                   | Division              | M.          | B.          | M.                    | B.                    | M.         | B.         | Comp.                          | M.                             | B.                             | M.    | B.    |
| 2007-2008             | Olympique de Marseille | Ligue 1               | 1           | 0           | -                     | -                     | -          | -          | -                              | -                              | -                              | 1     | 0     |
| 2008-2009             | Olympique de Marseille | Ligue 1               | 1           | 0           | 1                     | 0                     | -          | -          | -                              | -                              | -                              | 2     | 0     |
| 2009-2010             | Olympique de Marseille | Ligue 1               | -           | -           | -                     | -                     | -          | -          | -                              | -                              | -                              | 0     | 0     |
| 2010-2011             | Olympique de Marseille | Ligue 1               | 1           | 0           | -                     | -                     | 1          | 0          | -                              | -                              | -                              | 2     | 0     |
| Sous-total            | Sous-total             | Sous-total            | 3           | 0           | 1                     | 0                     | 1          | 0          | -                              | -                              | -                              | 5     | 0     |
| 2010-2011             | US Orléans             | National              | 9           | 2           | 1                     | 0                     | -          | -          | -                              | -                              | -                              | 10    | 2     |
| 2010-2011             | Paris FC               | National              | 9           | 1           | -                     | -                     | -          | -          | -                              | -                              | -                              | 9     | 1     |
| 2011                  | Inter Turku            | Veikkausliiga         | 9           | 1           | -                     | -                     | -          | -          | -                              | -                              | -                              | 9     | 1     |
| 2012                  | Inter Turku            | Veikkausliiga         | 24          | 4           | 7                     | 1                     | -          | -          | C3                             | 2                              | 0                              | 33    | 5     |
| 2013                  | Inter Turku            | Veikkausliiga         | 25          | 7           | 6                     | 3                     | -          | -          | C3                             | 2                              | 0                              | 33    | 10    |
| Sous-total            | Sous-total             | Sous-total            | 58          | 12          | 13                    | 4                     | -          | -          | -                              | 4                              | 0                              | 75    | 16    |
| 2013-2014             | AEL Kallonis           | Super League          | 11          | 0           | 1                     | 0                     | -          | -          | -                              | -                              | -                              | 12    | 0     |
| 2014-2015             | Sliema Wanderers FC    | Premier League        | 15          | 2           | 1                     | 0                     | -          | -          | -                              | -                              | -                              | 16    | 2     |
| 2015                  | Inter Turku            | Veikkausliiga         | 28          | 6           | 5                     | 2                     | -          | -          | -                              | -                              | -                              | 33    | 8     |
| 2016                  | Inter Turku            | Veikkausliiga         | 30          | 3           | 6                     | 4                     | -          | -          | -                              | -                              | -                              | 36    | 7     |
| 2017                  | Inter Turku            | Veikkausliiga         | 19          | 4           | 6                     | 0                     | -          | -          | -                              | -                              | -                              | 25    | 4     |
| Sous-total            | Sous-total             | Sous-total            | 77          | 13          | 17                    | 6                     | -          | -          | -                              | -                              | -                              | 94    | 19    |
| 2017-2018             | Torquay United         | National League       | 5           | 0           | -                     | -                     | -          | -          | -                              | -                              | -                              | 5     | 0     |
| 2018                  | ÍB Vestmannaeyja       | Úrvalsdeild           | 8           | 0           | 1                     | 0                     | -          | -          | -                              | -                              | -                              | 9     | 0     |
| 2018-2019             | Iraklis Thessalonique  | Football League       | 14          | 2           | -                     | -                     | -          | -          | C3                             | -                              | -                              | 14    | 2     |
| 2019-2020             | Petrolul Ploiești      | Liga 2                | 6           | 0           | -                     | -                     | -          | -          | -                              | -                              | -                              | 6     | 0     |
| 2020                  | Sabah FA               | Super League          | 7           | 1           | -                     | -                     | -          | -          | -                              | -                              | -                              | 7     | 1     |
| 2022                  | FC Gareji              | Erovnuli Liga 2       | -           | -           | -                     | -                     | -          | -          | -                              | -                              | -                              | 0     | 0     |
| Total sur la carrière | Total sur la carrière  | Total sur la carrière | 222         | 33          | 35                    | 10                    | 1          | 0          | -                              | 4                              | 0                              | 262   | 43    |

## Palmarès
- Olympique de Marseille
  - Vice-champion de France en 2009 et en 2011
  - Vainqueur du Trophée des champions en 2010

- FC Inter Turku
  - Vice-champion de Finlande en 2011 et 2012

## Vie privée
Il est également le petit frère de Marie-Paule Gnabouyou, handballeuse professionnelle qui évolue régulièrement en équipe de France.